# Chadefaudia polyporolithi
Chadefaudia polyporolithi är en svampart som först beskrevs av Bonar, och fick sitt nu gällande namn av Jan Kohlmeyer 1973. Chadefaudia polyporolithi ingår i släktet Chadefaudia och familjen Halosphaeriaceae.   Inga underarter finns listade i Catalogue of Life.